# Чемпіонат України з пляжного футболу 2010
Чемпіонат України з пляжного футболу 2010 — восьмий чемпіонат України з пляжного футболу, що відбувся 8-12 вересня 2010 на Центральному міському пляжі Чорноморська (Одеська область) за участю 8 команд. Переможець — «Вибір» (Дніпропетровськ). Вперше і поки що востаннє в історії українського пляжного футболу чемпіоном стала не київська команда.

## Перебіг
Група «А»: «Майндшер» (Київ), «Вибір» (Дніпропетровськ), «Глорія» (Одеса), «Артур М'юзік» (Київ).
Група «Б»: «Квазар-Мікро» (Київ), «Динамо-Хілд» (Київ), «Старт» (Чорноморськ), ТГО (Одеса).
Півфінали:
- «Майндшер» — «Динамо-Хілд» — 5:3
- «Вибір» — «Квазар-Мікро» — 6:1

За 3-є місце: «Динамо-Хілд» — «Квазар-Мікро» — 4:3
Фінал: «Вибір» — «Майндшер» — 3:2